# Anastácio da Pérsia
Anastácio da Pérsia (em latim: Anastasius), nascido Magundat, originalmente um soldado zoroastriano do exército sassânida, converteu-se ao cristianismo e foi martirizado em 628.
No Brasil é padroeiro dos municípios de Tamboril-CE, Santo Anastácio-SP

## Biografia
Anastácio nasceu em Ray e tinha um irmão de nome desconhecido, ambos filhos de um mago. Um cavaleiro no exército de Cosroes II (r. 590–628), participou da captura da Vera Cruz depois do saque de Jerusalém em 614. O evento despertou sua curiosidade sobre a religião cristã e sua curiosidade levou à sua conversão e à decisão de abandonar o exército para tornar-se monge no Mosteiro de Mar Saba em Jerusalém. Magundat foi batizado por Modesto e recebeu o nome cristão de "Anastácio", uma homenagem à ressurreição de Jesus ou Anástase (em grego:  Anastasis). Depois de sete anos de vida monástica, Anastácio viu-se compelido, em suas próprias palavras, pelo Espírito Santo a aventurar-se numa missão de martírio que o levou à Cesareia Palestina, que estava sob jugo sassânida.
Depois de admoestar seus conterrâneos por sua religião, a mesma que praticara no passado, foi preso, cruelmente torturado numa tentativa de fazê-lo abjurar e finalmente levado até a margem do Eufrates, um local chamado Barsaloe (ou Bethsaloe de acordo com os bolandistas). As torturas recomeçaram e as mais altas honras da corte do rei Cosroes II foram-lhe prometidas se ele renunciasse ao cristianismo.
Finalmente, junto com outros setenta, foi estrangulado até a morte e decapitado em 22 de janeiro de 628. Seu corpo, que foi jogado aos cães e permaneceu intocado, foi levado de lá à Palestina, depois para Constantinopla e finalmente para Roma.
Uma "Passio" escrita em grego foi dedicada a ele. Uma adaptação para o latim, possivelmente obra de Teodoro de Cantuária, estava disponível na igreja anglo-saxônica de Beda, que criticou o resultado e prometeu "melhorá-lo". Não existem manuscritos sobreviventes da revisão de Beda, embora se saiba que um deles teria perdurado pelo menos até o século XV.